# Luka Žvižej
Luka Žvižej, slovenski rokometaš, * 9. december 1980, Celje.
Luka je za člansko ekipo Rokometnega kluba Celje Pivovarna Laško prvič zaigral v sezoni 1997/98 proti ekipi RK Krško. Dres reprezentace Slovenije je prvič oblekel proti Italiji konec leta 2000. Tujino je prvič izkusil 2003 s prestopom k Teka Cantabriji in že naslednje leto podpisal kot prvi Slovenec za FC Barcelono s katero je postal še isto sezono evropski prvak. Nastopil je tudi na Poletnih olimpijskih igrah 2004 v Atenah, kjer je z reprezentanco osvojil enajsto mesto. Pred vrnitvijo v Celje pa je igral še na madžarskem za Pick Szeged. V svoji vitrini ima večkratni slovenski in en španski naslov državnega prvaka, en madžarski in večkrat slovenski naslov pokalnih zmagovalcev. Na večni lestvici nastopov za reprezentanco zaseda 2. mesto, je pa rekorder po številu zadetkov vseh časov (702 zadetka).